# Joe Boyd
Joe Boyd, född 5 augusti 1942 i Boston, är en amerikansk musikproducent. Fast han är amerikan har Boyd mest jobbat i Storbritannien. Han är mest känd för sitt arbete med folkmusikrelaterade grupper och artister, som The Incredible String Band, Fairport Convention och Nick Drake. Han producerade även tidiga inspelningar med Pink Floyd, bland annat singeln "Arnold Layne". Joe Boyd har beskrivit sitt liv som producent i boken White Bicycles.